# Szevernoje (Novoszibirszki terület)
Szevernoje (oroszul: Северное) falu Oroszország ázsiai részén, a Novoszibirszki területen; a Szevernojei járás székhelye.
Népessége: 5309 fő (a 2010. évi népszámláláskor).

## Elhelyezkedése
Novoszibirszktől 360 km-re északnyugatra, a Tartasz (az Om mellékfolyója) partján helyezkedik el, a Transzszibériai vasútvonal Barabinszk állomásától 132 km-re északra.

## Története
1727-ben egy kereskedő alapította a települést és saját családnevéről Dorofejevónak nevezte el. 1930-ban a falu – akkori nevén Verh-Nazarovo – járási székhely lett, majd 1933-ban nevét (a járás nevével együtt) Szevernoje-re változtatták (jelentése: 'északi').
A járás egyik települése, Verh-Tarszkoje mellett 1970-ben a Novoszibirszki terület legnagyobb kőolaj-lelőhelyét fedezték fel, melynek kitermelését 2000-ben kezdték meg. 2015-re a kitermelés erősen visszaesett, a készletek csökkentek.